# Union Defence Force

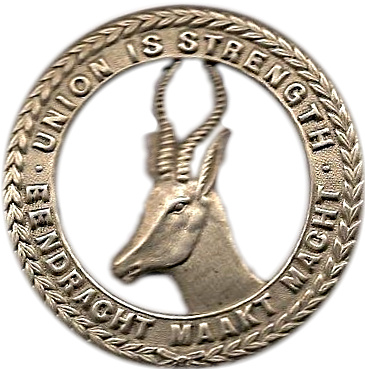
Abzeichen der 1st South African Infantry Brigade, das im Ersten Weltkrieg getragen wurde

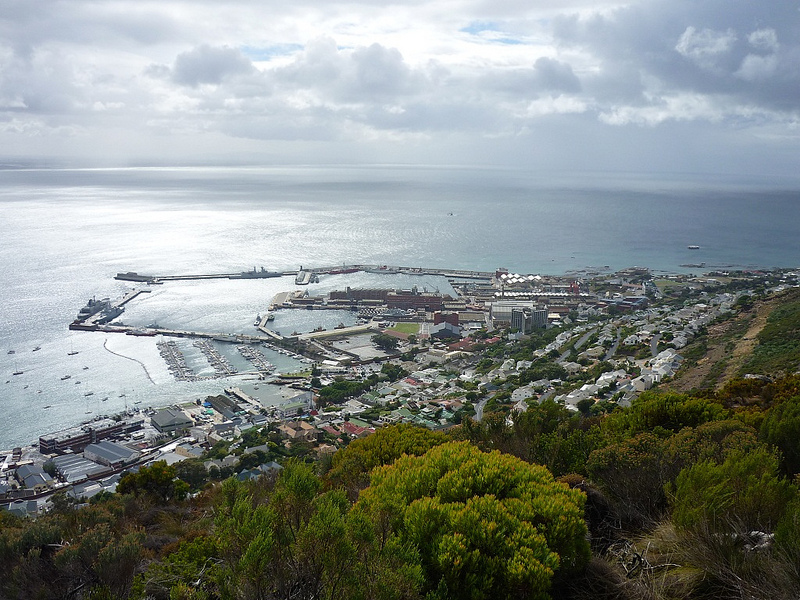
Basis der South African Navy in Simonstown

Die Union Defence Force (UDF; afrikaans Unie-Verdedigingsmag; deutsch „Verteidigungsmacht der Union“) waren die südafrikanischen Streitkräfte von 1913 bis zum 31. Oktober 1958. Anschließend wirkte sie als South African Defence Force fort.

## Geschichte

### Vorgeschichte, Gründung und Erster Weltkrieg
1910 wurde die Südafrikanische Union durch Zusammenlegung der Kapkolonie, des Oranje-Freistaats, Natals und Transvaals gegründet. Im Defence Act (No 13) wurde 1912 auf Initiative des Verteidigungsministers Jan Smuts beschlossen, die drei bestehenden Armeen der Provinzen – die Cape Colonial Forces, die Natal Colonial Forces und die Transvaal Volunteers – zur Union Defence Force zusammenzulegen. Sie bestand vor allem aus der Permanent Force (die sich anfangs aus rund 2500 Berufssoldaten zusammensetzte) und der Citizen Force. Nach dem Ende des Zweiten Burenkrieges 1901 waren die britischstämmige und die burische Bevölkerung verfeindet. In der UDF gab es anfangs etwa gleich viele Offiziere beider Gruppen. Smuts betonte, dass die UDF „innerhalb und außerhalb der Südafrikanischen Union“ eingesetzt werden könne.
Am Ersten Weltkrieg waren auch Truppen der UDF beteiligt. 1915 marschierten 43.000 Soldaten in die deutsche Kolonie Deutsch-Südwestafrika ein; im Juli 1915 kapitulierten die deutschen Truppen. Freiwillige kämpften in Ägypten, Deutsch-Ostafrika, Frankreich, Belgien, Deutschland und Palästina auf Seiten der britischen Truppen. Bei einer Schlacht im Waldstück Bois d’Elville bei Longueval an der Somme starben viele der 3000 südafrikanischen Soldaten, nur 768 Soldaten blieben unverletzt. Der damalige südafrikanische Präsident Pieter Willem Botha weihte dort 1986 ein Denkmal und ein Museum ein, dass an die Schlacht erinnert. 1917 sank der Truppentransporter Mendi auf dem Weg vom Vereinigten Königreich nach Frankreich; 646 Menschen starben, die meisten von ihnen südafrikanische Soldaten. Insgesamt starben im Ersten Weltkrieg mindestens 7000 Südafrikaner. Neben weißen Südafrikanern kämpften auch Schwarze, Coloureds und „Asiaten“ in den UDF-Truppen.

### Zwischen den Weltkriegen
Nach dem Ersten Weltkrieg wurde die UDF zur Auflösung von Rebellionen gegen die südafrikanische Besetzung in Südwestafrika (heute Namibia) eingesetzt. Rund 100.000 Männer bildeten in Südafrika die National Riflemen’s Reserve, in der sie Waffen und Trainingseinheiten erhielten.
1920 wurde die South African Air Force gegründet, 1922 der South African Naval Service. Die Schiffe stammten aus Beständen der britischen Royal Navy, die Marinebasis wurde in Simonstown eingerichtet. 1933 wurde Oswald Pirow neuer Verteidigungsminister. Er strukturierte 1934 die UDF neu. So gab er die Kriegsschiffe an die Royal Navy zurück. 1940 wurde die Marine als Seaward Defence Force neugegründet. Zusammen mit der South African Royal Naval Volunteer Reserve wurde sie 1942 zu den South African Naval Forces (SANF) zusammengelegt. 1951 wurde die SANF in South African Navy umbenannt.
Mitte 1935 ließ Verteidigungsminister Pirow ein Fluggeschwader mit Tränengasbomben nach Nordrhodesien zur Bekämpfung des dortigen Copperbelt-Streiks fliegen.

### Beteiligung am Zweiten Weltkrieg, Nachwirkungen
Mit knapper Mehrheit, gegen den Widerstand vieler Buren, entschied sich das Parlament der Südafrikanischen Union am 5. September 1939, auf der Seite der Alliierten in den Zweiten Weltkrieg einzutreten. In der Folge spaltete sich von der regierenden United National South African Party der burische, den Krieg ablehnende Flügel ab und bildete mit der Gesuiwerde Nasionale Party die Herenigde Nasionale Party (HNP). Die südafrikanischen Truppen wurden überwiegend in Nordafrika und Italien im Kampf gegen Italien und die deutsche Wehrmacht eingesetzt. 334.000 Südafrikaner nahmen freiwillig am Krieg teil, darunter etwa ein Drittel Schwarze, Coloureds und „Asiaten.“ Freiwillige trugen ein red tab („roter Kragenspiegel“) an der Uniform. Im Mai 1942 unterlagen UDF-Soldaten bei Tobruk der Wehrmacht unter Erwin Rommel. Von 1942 bis 1943 nahm eine Einheit der UDF an der Seite britischer Truppen an der Invasion Madagaskars teil. 6840 Südafrikaner fielen im Zweiten Weltkrieg. Das red tab galt nach dem Krieg als Abzeichen für Tapferkeit. Viele burische Offiziere, darunter der spätere SADF-Kommandeur Hiemstra, hatten nicht am Krieg teilgenommen. Nach dem Machtwechsel 1948 wurde das Tragen der red tabs verboten.
Nach dem Zweiten Weltkrieg begann eine rasche Demobilisierung. In der Folge kam es zur Mangelwirtschaft und steigenden Steuern. Die Unzufriedenheit vieler ehemaliger Kriegsteilnehmer, besonders der Buren, trug bei den Parlamentswahlen 1948 zum Wahlsieg der HNP bei. In der Folge wurde die institutionalisierte Apartheid eingeführt. Die Wehrpflicht wurde verlängert und ihre Einhaltung schärfer kontrolliert, die Defence Rifle Associations aufgelöst. Viele britischstämmige Offiziere wurden entlassen und durch teilweise unerfahrene Buren ersetzt. Das Cape Corps, eine Einheit von Coloureds, war 1947 zum Teil der Permanent Forces erklärt worden, zwei Jahre später wurde es zu einer Hilfstruppe degradiert.
Südafrikanische Piloten nahmen ab 1948 als Mitglieder der britischen Royal Air Force an der Berliner Luftbrücke und ab 1950 in der United States Air Force mit einem Mandat der UNO am Koreakrieg teil.
Am 1. November 1958 wurde die UDF als South African Defence Force neu gegründet; die neue Bezeichnung war 1957 im Defence Act No. 44 festgelegt worden.

### Rolle im Inneren
Wie die nachfolgende South African Defence Force spielte die UDF eine große Rolle bei der Aufstandsbekämpfung. Die Citizen Force wurde 1913 und 1914 zur Unterdrückung von Streiks eingesetzt. Im großen Streik am Witwatersrand von 1922, der schwerpunktartig die weißen Bergarbeiter erfasste, spielte die UDF für die blutige Beendigung der Rand-Revolte eine entscheidende Rolle. Im Verlauf dieser Ereignisse und im Rahmen ihrer militärischen Reaktionen auf diesen Arbeitskampf setzte die Regierung einen Panzer vom Typ Whippet ein, den sie zuvor von der britischen Armee erworben hatte. Dieser Vorgang soll die erste Verwendung eines gepanzerten Fahrzeugs durch südafrikanische Stellen darstellen. Die südafrikanischen Streitkräfte beendeten den größten Arbeitsausstand im Land durch die Bombardierung des Hauptquartiers der Streikenden im Johannesburger Stadtteil Fordsburg.

## Organisation

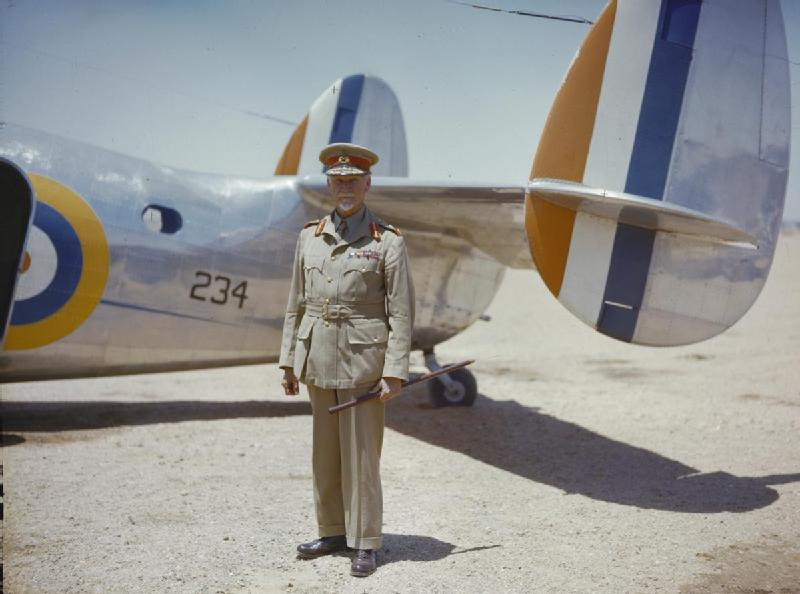
Ministerpräsident Jan Smuts in der Uniform als Feldmarschall

Der jeweilige Ministerpräsident war der Oberbefehlshaber.
Die Union Defence Force bestand aus der Permanent Force, die von Berufssoldaten gebildet wurde, der Active Citizen Force, in der Wehrdienstleistende und Freiwillige vereint waren, und einer Kadettenorganisation. Der Wehrdienst oblag allen weißen Männern, die zwischen 17 und 60 Jahre alt waren. Es wurden aber nicht alle Wehrpflichtigen zum Wehrdienst herangezogen. Von den 17–25-Jährigen leistete etwa die Hälfte Wehrdienst. Die andere Hälfte wurde Mitglied der Rifle Associations. Coloureds konnten als Freiwillige in der UDF dienen. Für sie gab es eigene Verbände.

### Kommandeure der Union Defence Force
- 1922–1933: Andries Brink
- 1933–1949: Pierre van Rynefeld
- 1949–1950: Leonard Beyers
- 1950–1956: Christiaan du Toit
- 1956–1958: Hendrik Klopper
- 25. September 1958 – 31. Oktober 1958: Stephen Melville (anschließend bis 1960 Kommandeur der SADF)

### Personal
Die UDF bestand überwiegend aus Weißen, jedoch gab es Soldaten anderer Bevölkerungsgruppen, die eigene Verbände bildeten. So blickte das Cape Corps, in dem ausschließlich Coloureds dienten, auf eine lange Tradition aus der Zeit der Kapkolonie zurück.